# 陶法阿豪·圖普四世
陶法阿豪·圖普四世，KBE （英語：Taufa'ahau Tupou IV，1918年7月4日—2006年9月10日），台灣譯為「杜包四世」，是汤加第四任國王，是萨洛特·图普三世女王的长子。

## 生平
1918年7月4日出生於湯加首都努庫阿洛法，他從1943年至1950年任教育大臣，1944年至1949年兼任卫生大臣。1949年出任首相兼外交、农业大臣。1965年12月16日繼承王位，1967年7月4日登基。他曾在澳洲的纽因顿学院就讀中學、悉尼大学就讀大學，獲文學士及法學士位。

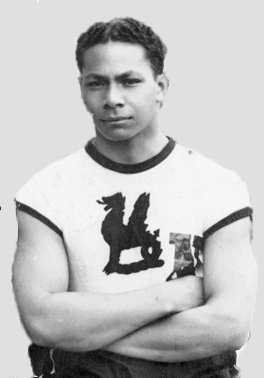
1936年澳洲纽因顿学院校隊

图普四世是南太平洋大学第一任校长(1970年至1973年)，他非常注重教育，曾创办汤加第一所高中，著有汤加第一本音乐理论书。他对中国古老的珠算很感兴趣。早在做王子的时候，他就曾从日本买了1,000个算盘和教课用的大算盘，当了国王之后还亲自给国民授课，普及珠算教育。
图普四世身高1.90米，体重150公斤，是当時世界个头最高、身体最胖的国家元首。晚年一直受疾病困擾，2006年4月初，他前往新西蘭奧克蘭治病，7月曾返回湯加參加其88歲生日慶典，不久重返奧克蘭接受治療。新西蘭當地時間2006年9月10日深夜在憐憫醫院(Mercy Hospital)逝世，享年88歲。

## 家庭
王后為哈拉瓦盧·馬塔霍·阿霍米耶。有三子一女：
- 图普托阿王子，於2006年继位为乔治·图普五世.
- 薩洛特·馬菲利奧·皮洛萊烏·圖特（英语：Salote Mafileʻo Pilolevu Tuita）公主
- 法塔費赫·阿萊瓦哈瑪瑪奧·圖庫阿霍（英语：Fatafehi 'Alaivahamama'o Tuku'aho）王子（结婚后他的王子头衔被剥夺， 后赠送Māʻatu头衔）
- 头衔乌卢卡拉拉·拉瓦卡·阿塔王子，於2012年继位为圖普六世,